# Сфера колдовства
«Сфера колдовства» (фр. La Clé des champs) — фильм французских режиссёров Клода Нуридзани и Мари Перену. Премьера прошла 21 декабря 2011 года, в России состоялась 29 марта 2012 года.

## Сюжет
Мальчик находится в отпуске с родственниками в одной французской деревне. Он одинок и хочет развеять скуку. За деревней он обнаруживает пруд, который вскоре становится его тайным местом. Он возвращается, увлекшись, день за днём, и обнаруживает неизведанный мир, населенный различными животными. Его воображение переносит в магические путешествия. В один прекрасный день он понимает, что кто-то приходит в его отсутствие. Маленькая девочка тоже находится на отдыхе с родителями в деревне. Двое детей становятся друзьями, и вместе проникают в чудесный мир.

## В ролях
- Симон Делане — мальчик
- Линдси Енок — девочка Ирис
- Жан-Клод Айриньяк
- Дени Подалидес